# Лосениці
Лосениці (пол. Łosienice) — село в Польщі, у гміні Стенжиця Картузького повіту Поморського воєводства.
Населення — 286 осіб (2011).
У 1975-1998 роках село належало до Гданського воєводства.

## Демографія
Демографічна структура станом на 31 березня 2011 року:
|          | Загалом | Допрацездатний вік | Працездатний вік | Постпрацездатний вік |
| -------- | ------- | ------------------ | ---------------- | -------------------- |
| Чоловіки | 150     | 43                 | 93               | 14                   |
| Жінки    | 136     | 45                 | 71               | 20                   |
| Разом    | 286     | 88                 | 164              | 34                   |